# Fotogrammi d'argento 2000
La 50ª edizione dei Fotogrammi d'argento, assegnati dalla rivista spagnola di cinema Fotogramas, si è svolta il 1º marzo 2000.

## Premi e candidature

### Miglior film spagnolo
- Solas, regia di Benito Zambrano

### Miglior film straniero
- Ricomincia da oggi (Ça commence aujourd'hui), regia di Bertrand Tavernier  ·   Francia

### Miglior attrice cinematografica
- Cecilia Roth - Todo sobre mi madre
- María Galiana - Solas e Yerma
- Aitana Sánchez-Gijón - Celos, Volavérunt e Yerma

### Miglior attore cinematografico
- Francisco Rabal - Goya (Goya en Burdeos), La voce degli angeli (Talk of Angels) e En dag til i solen
- Fernando Fernán Gómez - La lingua delle farfalle (La lengua de las mariposas), Pepe Guindo e Tutto su mia madre (Todo sobre mi madre)
- Jordi Mollà - Nadie conoce a nadie, El pianista, Dollar for the Dead e Volavérunt

### Miglior attrice televisiva
- Amparo Baró - 7 vidas
- Luisa Martin - Medico de familia
- Eva Santolaria - Compañeros

### Miglior attore televisivo
- Javier Cámara - 7 vidas
- Antonio Hortelano - Compañeros
- Joel Joan - Periodistas

### Miglior attrice teatrale
- Beatriz Carvajal - Misery
- Núria Espert - Chi ha paura di Virginia Woolf? (Who's afraid of Virginia Woolf?)
- Ángels Gonylalous - Chicago

### Miglior attore teatrale
- Juan Echanove - Como canta una ciudad de noviembre a noviembre
- Juan Diego - El lector por horas
- Adolfo Marsillach - Chi ha paura di Virginia Woolf? (Who's afraid of Virginia Woolf?)